# Pézènes-les-Mines
Pézènes-les-Mines ist eine französische Gemeinde mit 236 Einwohnern (1. Januar 2022) im Département Hérault in der Region Okzitanien. Sie gehört zum Arrondissement Béziers und zum Kanton Clermont-l’Hérault.

## Geografie
Die Gemeinde Pézènes-les-Mines liegt zehn Kilometer östlich von Bédarieux, 20 Kilometer westlich von Clermont-l’Hérault und etwa 30 Kilometer nördlich von Béziers, umgeben von den Gemeinden Brenas, Mérifons, Valmascle, Montesquieu, Fos, Roquessels, Faugères, Bédarieux und Carlencas-et-Levas. Der Dorfkern ist mittelalterlichen Ursprungs und windet sich um ein Schloss aus dem  11. bis 17. Jahrhundert herum. Das fürstliche Schloss liegt auf dem Hügel oberhalb des Dorfes und überragt es. Im Tal zieht sich das im Sommer meist trocken fallende Flüsschen Peyne hin, das bei Pézenas in den Hérault mündet, nachdem es den Stausee von Olivettes bei Vailhan gespeist hat. Weitere Wasserläufe heißen Thongue und Courbezou. Die hoch aufragenden alten Häuser erheben sich über eng ansteigenden Gassen und Treppen. Der Ort liegt in einem bewaldeten Tal zwischen den Hügeln des angrenzenden Weinanbaugebiets von Faugères und in der Nähe des Regionalen Naturparks Haut-Languedoc (frz.: Parc naturel régional du Haut-Languedoc) in ca. sechs Kilometer Entfernung.
In der Nähe:
- der Lac du Salagou, ein Stausee in der roten Landschaft des Perm-Beckens von Lodève
- südlich des Lac de Salagou das Felsenmeer des Cirque de Mourèze, steile Felswände aus malerischen Kalksteinfelsen

Die Gemeinde besteht aus dem Dorf selbst sowie fünf Weilern (les Vignals, la Braunhe, les Montades, le Mas Bousquet, Taussac) und zwei Domänen (Pouzes, Roudanergue).

## Geschichte

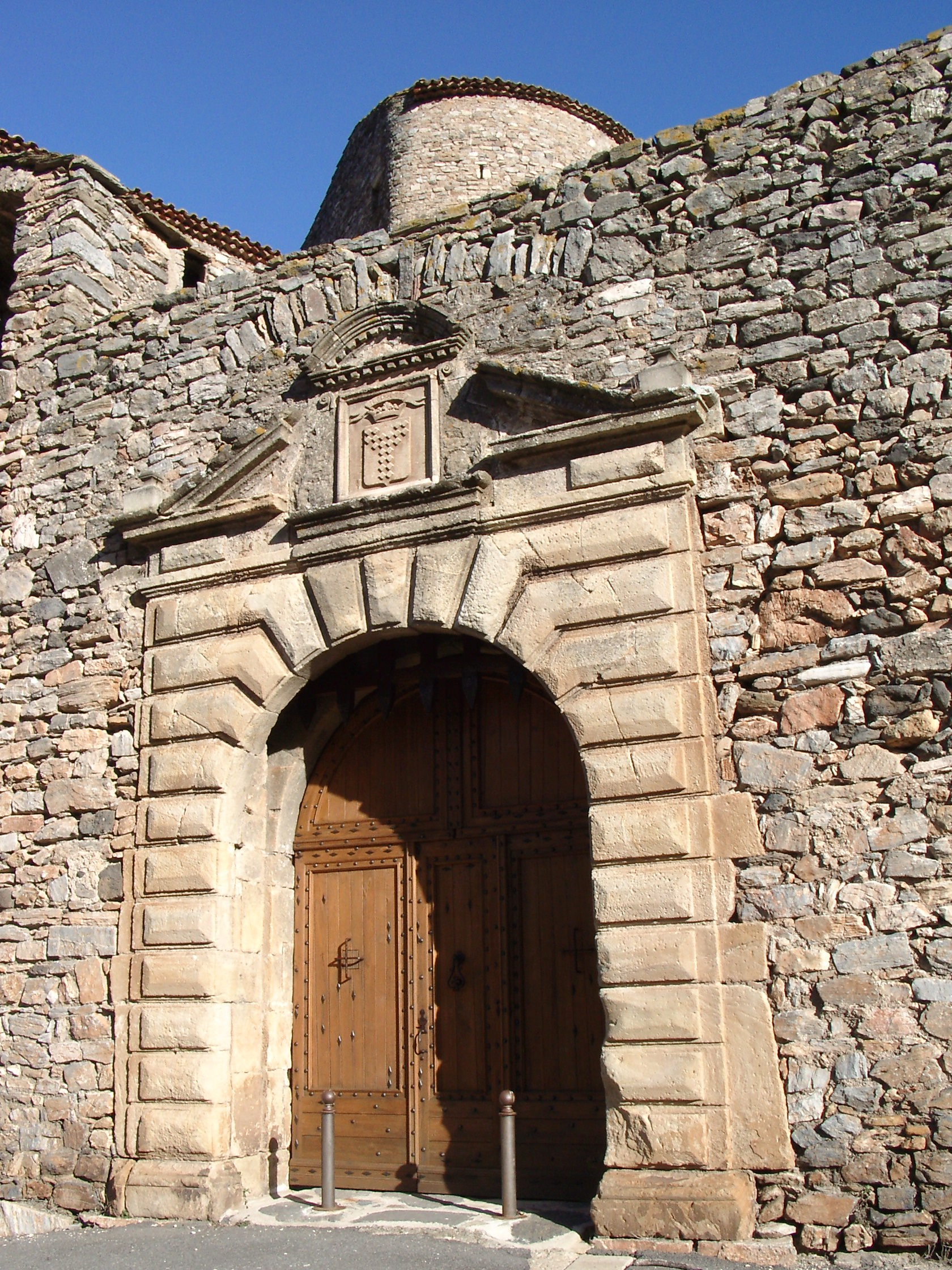
Schloss-Portal

Die Gegend scheint schon in der Jungsteinzeit bewohnt gewesen zu sein, davon zeugt der Dolmen von Le Puech. Pézènes-les-Mines war bereits in römischer Zeit besiedelt, darauf weist die römische Brücke hinter der Kirche hin, 1985 wurde in Mas Pommier eine römische Weinpresse entdeckt. Die kürzlich renovierte Dorfkirche (Église de l’Épiphanie-du-Seigneur, heute Ausstellungsraum) ist romanischen Ursprungs. Im 8. Jahrhundert hatte die Gegend unter Einfällen der Sarazenen zu leiden. Kaiser Karl der Große soll nach der Überlieferung zur Vorbereitung einer Schlacht gegen sie Pézènes gewählt haben. Diese Stelle heißt bis heute «Feld des Zusammentreffens». Die Schlacht hat möglicherweise in Fos stattgefunden, wo wir ein Gewand mit dem Namen «Schlachtfeld» finden.

### Bevölkerungsentwicklung
| Jahr      | 1946 | 1954 | 1962 | 1968 | 1990 | 1999 | 2007 | 2017 |
| Einwohner | 124  | 151  | 150  | 180  | 207  | 172  | 198  | 241  |

## Wirtschaft und Geologie
Den Namenszusatz les-Mines verdankt die Gemeinde dem Bauxitabbau in unmittelbarer Umgebung (La Braunhe, Peyreblanque, Uston). Bauxit diente zur Aluminiumherstellung und wurde in der Gegend von Bédarieux, La Tour-sur-Orb, Carlencas und Pézènes-les-Mines von Anfang des 20. Jahrhunderts bis ins Jahr 1975 abgebaut.
Das Bauxit im Hérault findet sich in tonhaltigem Gestein mit bis zu 65 % Aluminium-Oxid-Anteil in Verbindung mit Eisen-Oxid, wovon sich die Farbe des Gesteins erklärt, das von kastanienbraun zu rot oder rosa, gelegentlich weiß, selten gelb reicht.
Während des Zweiten Weltkrieges beutete die deutsche Besatzung die Bauxit-Minen aus, weil ein großer Bedarf an Aluminium für die Flugzeugproduktion bestand.
Seit den 1980er Jahren werden einige ehemalige Bauxit-Abbaustätten von Naturschützern und Geologen betreut und geschützt, die alljährlich Besichtigungstouren anbieten.
In den Jahren 1999 und 2000 wehrten sich die Bewohner des Ortes erfolgreich gegen ein erneutes Ausbeuten der Steinbrüche.

## Sehenswürdigkeiten

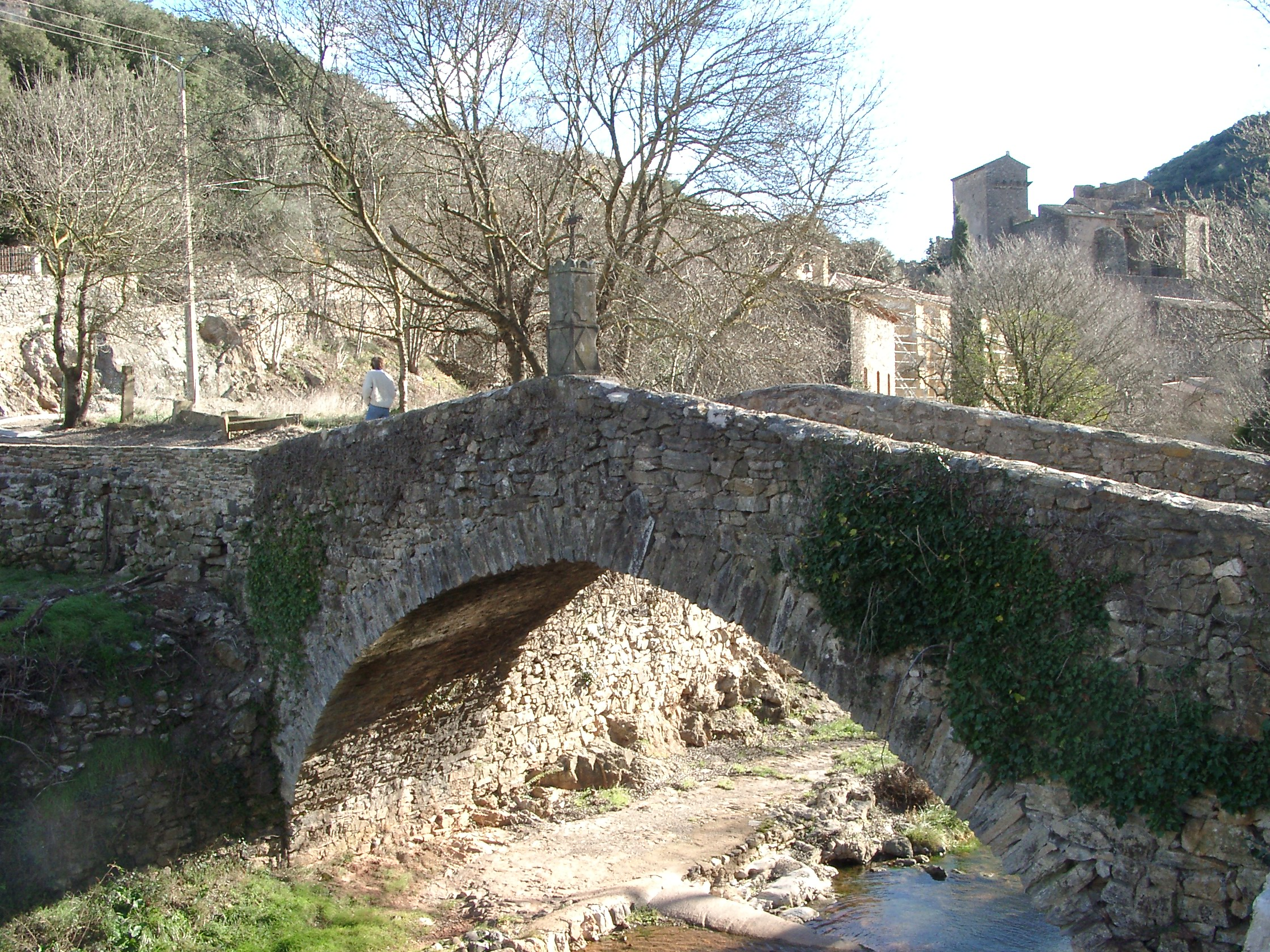
Römische Brücke und Schloss

- romanische Kapelle (restauriert 2010)
- römische Brücke über die Peyne
- mittelalterliches Schloss (privat)
- Kapelle Notre Dame d’Ourgas in Les Montades